# Містер Бейтс проти Поштового відділення
Містер Бейтс проти Поштового відділення (Mr Bates vs The Post Office) — це чотиричастинний британський телевізійний драматичний серіал для каналу ITV, написаний Гвінет Хьюз, режисований Джеймсом Стронгом та з участю ансамблю акторів під керівництвом Тобі Джонса. Серіал є драматизацією скандалу в Британському поштовому відділенні, випадку помилкового переслідування сотень заступників поштових майстрів за звинуваченнями в крадіжці, фальсифікації обліку чи шахрайстві, які були вчинені як приватно, так і публічно.

## Сюжет
Несправна ІТ-система призводить до виявлення відкритого фінансового дефіциту, змушуючи Post Office Limited започаткувати кримінальне переслідування за обвинуваченнями у шахрайстві, крадіжці та неправдивому фінансовому звіті проти численних заступників керівників і заступників поштових майстрів у всій Великобританії. У 2009 році група з цих заступників формує Альянс «Справедливість для субпостмайстрів». Згодом судові переслідування та засудження визнаються судовою помилкою під час завершення судового процесу у справі Бейтса проти Поштового офісу у 2019 році.

## Акторський склад
- Тобі Джонс у ролі Алана Бейтса
- Моніка Долан у ролі Джо Гамільтон
- Джулі Хесмондголф у ролі Сюзанн Серкомб
- Алекс Дженнінгс у ролі Джеймса Арбутнота
- Іана Харт у ролі Боба Резерфорда
- Лія Вільямс у ролі Поли Веннеллс
- Уілл Меллор у ролі Лі Кастлтон
- Емі Наттолл у ролі Лізи Кастлтон
- Крупа Паттані у ролі Саман Каур
- Аміт Ша у ролі Джас Сінгх
- Колін Тірні у ролі Мартіна Гріффітса
- Клер Кальбрейт у ролі Джина Гріффітс
- Шон Дулі у ролі Майкла Радкіна
- Леслі Ніколь у ролі Пем Стаббс
- Джон Холлінгворт у ролі Джеймса Хартлі
- Адам Джеймс у ролі Патріка Гріна
- Кетрін Келлі у ролі Анджела ван Ден Богерд
- Надхім Захаві у ролі себе[5]
- Джеймс Нотті у ролі себе[6]

## Виробництво
Сценарій від Гвінет Г'юз та режисура Джеймса Стронаґа впроваджують у життя Кріс Клаф для Little Gem і ITV Studios. Зйомки розпочалися в травні 2023 року і тривали протягом цього року в Лландідно, Конві та Татсфілд, Суррей. Екс-канцлер казначейства Надхім Захаві також приєднався до акторського складу, граючи невелику роль — самого себе.

## Вихід
Серіал виходив на каналі ITV протягом періоду з 1 по 4 січня 2024 року. Також, в цей же день він був повністю доступний на платформі ITVX.

## Оцінка
Серіал отримав високу оцінку від критиків та здобув чотири бали із п'яти від рецензентів видань The Times, The Daily Telegraph і The Guardian. У своїй рецензії для Evening Standard, Мартін Робінсон відзначив, що «ситуація в стилі Кафки була повністю гуманізована завдяки вражаючим акторським виступам».